# Sandy Hook (Wisconsin)
Sandy Hook – jednostka osadnicza w Stanach Zjednoczonych, w stanie Wisconsin, w hrabstwie Grant.